# Zwaaratoommethode
De zwaaratoommethode is een manier om de fasen van structuurfactoren te bepalen uitgaande van de plaats van het zware atoom. De aanname hierbij is dat het zware atoom zo dominant is in de verstrooiing, dat de fasen berekend op basis van de zwaaratoompositie goed genoeg zijn voor een eerste Fouriersynthese, dat wil zeggen voor het berekenen van een eerste benaderde elektronendichtsheidsfunctie. Als de aanname juist is, wat vaker het geval is naarmate het zware atoom zwaarder is, zijn in die eerste "Fourier-plot" (een veel gebezigde afkorting voor de elektronendichtheidsfunctie) nu ook andere atomen, naast het reeds bekende zware atoom, zichtbaar. Door deze atomen mee te nemen in de faseberekening voor een tweede, en dus betere "Fourier-plot" worden weer meer atomen zichtbaar. Herhaling van dit proces leidt in opeenvolgende verfijningscycli tot de volledige structuur.

## Positie berekenen
Blijft nog de vraag hoe je de positie van het zware atoom vindt. Hiervoor wordt een Patterson-"plot" berekend. Dit is een Fouriersynthese waarin de kwadraten van de structuurfactoren als coëfficiënten worden gebruikt. Deze kunnen direct uit de intensiteiten van de afgebogen bundels in een röntgendiffractie-experiment worden berekend omdat ze onafhankelijk zijn van de fase van de afgebogen bundel. Het resultaat van een dergelijke Fouriersynthese, de Patterson-plot dus, is een vectordiagram waarin de vectoren de afstanden tussen de atomen representeren, gezien vanuit een gemeenschappelijke oorsprong. De zwaaratoomvectoren zijn, als de methode werkt, goed herkenbaar omdat ze hoge pieken opleveren waaruit de zwaaratoompositie eenvoudig kan worden afgeleid.